# Bryan Gunn
Bryan James Gunn (ur. 22 grudnia 1963 w Thurso) – piłkarz szkocki grający na pozycji bramkarza.

## Kariera klubowa
Karierę piłkarską Gunn rozpoczął w klubie Aberdeen F.C. W sezonie 1982/1983 zadebiutował w jego barwach w Scottish Premier League, jednak w kolejnych latach pełnił rolę rezerwowego dla reprezentanta Szkocji, Jima Leightona. W 1983 roku wywalczył z Aberdeen Puchar Zdobywców Pucharów, a także Puchar Szkocji (zdobył go też w 1984 i 1986 roku). W 1984 i 1985 roku jako dubler Leightona został mistrzem kraju, a w 1986 roku sięgnął po Puchar Ligi Szkockiej.
Jesienią 1986 roku Gunn opuścił Aberdeen i przeszedł do angielskiego Norwich City. W angielskiej Division One zadebiutował 8 listopada 1986 w wygranym 2:1 domowym spotkaniu z Tottenhamem Hotspur. W 1993 roku zajął z Norwich 3. miejsce w Premier League, najwyższe w historii klubu, a w 1994 roku dotarł do 1/8 finału Pucharu UEFA. W latach 1988 i 1993 był wybierany przez kibiców Norwich Piłkarzem Roku. Od 1986 do 1998 roku rozegrał w barwach Norwich 390 ligowych meczów. W 2002 roku został wybrany do Galerii Sław Norwich City.
Karierę piłkarską Gunn zakończył w 1998 roku jako piłkarz Hibernianu Edynburg, w którym grał przez końcowe pół roku swojej kariery.
| Sezon   | Klub           | Kraj    | Rozgrywki      | Mecze | Bramki |
| ------- | -------------- | ------- | -------------- | ----- | ------ |
| 1982/83 | Aberdeen F.C.  | Szkocja | Premier League | 1     | 0      |
| 1983/84 | Aberdeen F.C.  | Szkocja | Premier League | 0     | 0      |
| 1984/85 | Aberdeen F.C.  | Szkocja | Premier League | 2     | 0      |
| 1985/86 | Aberdeen F.C.  | Szkocja | Premier League | 10    | 0      |
| 1986/87 | Aberdeen F.C.  | Szkocja | Premier League | 2     | 0      |
| 1986/87 | Norwich City   | Anglia  | Division One   | 29    | 0      |
| 1987/88 | Norwich City   | Anglia  | Division One   | 38    | 0      |
| 1988/89 | Norwich City   | Anglia  | Division One   | 37    | 0      |
| 1989/90 | Norwich City   | Anglia  | Division One   | 37    | 0      |
| 1990/91 | Norwich City   | Anglia  | Division One   | 34    | 0      |
| 1991/92 | Norwich City   | Anglia  | Division One   | 25    | 0      |
| 1992/93 | Norwich City   | Anglia  | Premier League | 42    | 0      |
| 1993/94 | Norwich City   | Anglia  | Premier League | 41    | 0      |
| 1994/95 | Norwich City   | Anglia  | Premier League | 21    | 0      |
| 1995/96 | Norwich City   | Anglia  | Division One   | 43    | 0      |
| 1996/97 | Norwich City   | Anglia  | Division One   | 39    | 0      |
| 1997/98 | Norwich City   | Anglia  | Division One   | 4     | 0      |
| 1997/98 | Hibernian F.C. | Szkocja | Premier League | 12    | 0      |

## Kariera reprezentacyjna
W reprezentacji Szkocji Gunn zadebiutował 16 maja 1990 roku w przegranym 1:3 towarzyskim spotkaniu z Egiptem. W 1990 roku został powołany do kadry na Mistrzostwa Świata we Włoszech. Tam był rezerwowym bramkarzem dla Jima Leightona i nie wystąpił w żadnym spotkaniu. Od 1990 roku do 1994 roku rozegrał w kadrze narodowej 6 meczów.